# Liste der Straßennamen von Mainz-Neustadt
Liste der Straßen, Gassen und Plätze der Mainzer Neustadt.

## A
- Adam-Karillon-Straße, früher Schulstraße, später umbenannt nach Adam Karrillon, deutscher Schriftsteller und Arzt.
- Alicenplatz, benannt nach Alice von Hessen-Darmstadt, Großherzogin von Hessen und bei Rhein.
- Alicenstraße, s. o.
- Am Floßhafen, benannt nach einem früheren Floßhafen
- Am Getreidespeicher
- Am Rondell, benannt nach einem früheren Lustgarten
- Am Zoll- und Binnenhafen, benannt nach dem Zoll- und Binnenhafen Mainz
- Am Zollhafen, gleichfalls
- An den Grachten
- An der Alten Allee
- An der Kaiserbrücke, benannt nach der Kaiserbrücke (Mainz)
- Anna-Seghers-Platz, benannt nach der Mainzer Schriftstellerin Anna Seghers
- Aspeltstraße, benannt nach dem Kurfürsten Peter von Aspelt

## B
- Bahnhofplatz am Mainzer Hauptbahnhof
- Bahnhofstraße vom Hauptbahnhof in die Altstadt
- Barbarossaring, Barbarossastraße nach Friedrich I. Barbarossa, Kaiser des Heiligen Römischen Reiches von 1155 bis 1190
- Bismarckplatz nach Otto von Bismarck, dem Eisernen Kanzler
- Bonifaziusplatz nach Bonifatius, dem „Apostel der Deutschen“
- Bonifaziusstraße, s. o.
- Boppstraße nach dem deutschen Sprachwissenschaftler Franz Bopp

## C
- Colmarstraße nach Joseph Ludwig Colmar, dem ersten Bischof von Mainz nach dem Ende des Mainzer Erzbistums.
- Corneliusstraße, nach dem Mainzer Komponisten Peter Cornelius

## E
- 117er Ehrenhof, nach dem Infanterie-Leib-Regiment „Großherzogin“ (3. Großherzoglich Hessisches) Nr. 117
- Emausweg
- Erthalstraße, nach dem Kurfürsten Friedrich Karl Joseph von Erthal

## F
- Feldbergplatz, Feldbergstraße nach dem höchsten Berg des Taunus Großer Feldberg
- Floßhafen
- Forsterstraße, nach dem Naturforscher, Universitätsbibliothekar und Schriftsteller Georg Forster.
- Franz-Liszt-Straße, nach dem prominenten Klaviervirtuosen des 19. Jahrhunderts Franz Liszt.
- Frauenlobplatz, -straße nach dem Minnesänger Heinrich von Meißen, genannt Frauenlob

## G
- Gabelsbergerstraße, nach Franz Xaver Gabelsberger, Erfinder eines Kurzschriftsystems.
- Gartenfeldplatz, -straße, nach dem Ursprung der Neustadt, dem Gartenfeld.
- Gaßnerallee, nach Heinrich Gassner, Bürgermeister von Mainz.
- Georg-Hamm-Straße, nach dem Mainzer Unternehmer Georg Hamm (Holzhandlung)
- Goetheplatz, -straße, nach dem bekanntesten Vertreter der Weimarer Klassik Johann Wolfgang von Goethe.

## H
- Hafenstraße
- Hattenbergstraße, nach den Hattenmühlen
- Heinrich-Heine-Straße, nach dem bedeutendsten deutschen Dichter und Journalisten des 19. Jahrhunderts Heinrich Heine
- Hindenburgplatz, -straße, früher Bonifatiusstraße, nach dem Generalfeldmarschall und Reichspräsidenten Paul von Hindenburg.
- Hohenstaufenstraße, nach dem Geschlecht der Staufer
- Holsteinstraße, nach Woldemar von Schleswig-Holstein-Sonderburg-Augustenburg, dem Gouverneur der Festung Mainz

## I
- Illstraße, nach der linksrheinischen Ill

## J
- Josefsstraße
- Jakob-Dieterich-Straße, nach Jakob Dieterich, Präsident des Gewerbevereins und Mitglied des Stadtrates

## K
- Kaiserstraße zu Ehren von Kaiser Wilhelm I.
- Kaiser-Karl-Ring
- Kaiser-Wilhelm-Ring nach Kaiser Wilhelm II.
- Kleine Ingelheimstraße
- Klemensstraße, benannt nach der ehemaligen St.-Clemens-Kapelle
- Kreyßigstraße, nach dem Mainzer Stadtbaumeister Eduard Kreyßig
- Kurfürstenstraße, zu Gedenken an die Mainzer Kurfürsten

## L
- Lahnstraße, nach dem Fluss Lahn
- Langer Hunikelweg, nach der Gewannbezeichnung Hunikel (erstmals schriftlich erwähnt: 1294 huntygile)
- Leibnizstraße, benannt nach dem Universalgelehrten Gottfried Wilhelm Leibniz
- Lennigstraße, nach Friedrich Lennig, Mainzer Dialektdichter
- Lessingplatz, nach Gotthold Ephraim Lessing, deutscher Dichter der Aufklärung
- Lessingstraße, s. o.

## M
- Mainstraße, benannt nach dem Fluss Main
- Mittelweg
- Moltkestraße, nach Generaloberst Helmuth Johannes Ludwig von Moltke
- Moselstraße, benannt nach dem Fluss Mosel
- Mozartstraße, benannt nach dem Komponisten Wolfgang Amadeus Mozart
- Mühlenstraße, erinnert an die Schiffsmühlen im Rhein

## N
- Nackstraße, nach Nikolaus Nack, Bürgermeister und Oberbürgermeister der Stadt Mainz (1842–1860)
- Nahestraße, nach dem Fluss Nahe
- Neckarstraße, nach dem Fluss Neckar

## O
- Obere Austraße, nach der Ingelheimer Aue
- Osteinstraße, benannt nach Johann Friedrich Karl von Ostein (1689–1763), Kurfürst und Erzbischof von Mainz

## P
- Pankratiusstraße, nach dem Heiligen Pankratius
- Parcusstraße, nach Baudirektor Karl Parcus, Führungskraft der Süddeutschen Eisenbahn-Gesellschaft
- Peter-Cornelius-Platz, benannt nach dem in Mainz geborenen Komponisten Peter Cornelius
- Pfitznerstraße, benannt nach dem Komponisten Hans Pfitzner

## R
- Raimundistraße
- Raupelsweg
- Rhabanusstraße, nach dem Mainzer Erzbischof Rabanus Maurus
- Rheinallee, nach dem parallel verlaufenden Rhein
- Richard-Wagner-Straße, nach dem Komponisten Richard Wagner

## S
- Scheffelstraße, nach dem Schriftsteller und Dichter Joseph Victor von Scheffel
- Schottstraße, nach dem Musikverleger und Bürgermeister Franz Schott
- Sebastian-Bach-Straße, benannt nach dem Komponisten Johann Sebastian Bach
- Sömmerringplatz, benannt nach Samuel Thomas Soemmerring
- Sömmerringstraße, s. o.

## T
- Taunusstraße, benannt nach dem Mittelgebirge Taunus

## U
- Uhlandstraße, nach Johann Ludwig Uhland
- Untere Ingelheimstraße

## V
- Valenciaplatz, benannt nach der Mainzer Partnerstadt Valencia

## W
- Wallaustraße, nach Carl Wallau, Bürgermeister der Stadt Mainz (1877)
- Werderstraße
- Wiesenweg
- Woynastraße, benannt nach dem General Wilhelm von Woyna

## Z
- Zwerchallee